# ماركوس فينيسيوس دي سوزا
ماركوس فينيسيوس دي سوزا (بالبرتغالية: Marcus Vinicius Vieira de Souza‏) مواليد 31 مايو 1984، هو لاعب كرة سلة برازيلي يلعب مع فريق فلامينغو ريغاتاس في الدوري البرازيلي لكرة السلة ويحمل الرقم 11. يبلغ طوله 6 قدم 9.5 بوصة (2.1 م).

## فرق لعب لها
- نيو أورلينز بيليكانز
- بينهيروس لكرة السلة
- بينيروس
- فلامنغو لكرة السلة

## الميداليات
| الميدالية | المسابقة                             |
| --------- | ------------------------------------ |
| فضية      | بطولة أمم الأمريكتين لكرة السلة 2011 |

## روابط خارجية
- ماركوس فينيسيوس دي سوزا على موقع الاتحاد الدولي لكرة السلة (الإنجليزية)
- ماركوس فينيسيوس دي سوزا على موقع إن بي أي (الإنجليزية)
- ماركوس فينيسيوس دي سوزا على موقع سبورتس رفرنس (الإنجليزية)
- ماركوس فينيسيوس دي سوزا على موقع كرة السلة الأوروبية.كوم (الإنجليزية)
- ماركوس فينيسيوس دي سوزا على موقع ريلجم (الإنجليزية)
- ماركوس فينيسيوس دي سوزا على موقع بروبوليرز (الإنجليزية)
- ماركوس فينيسيوس دي سوزا على موقع سبورتس رفرنس (الإنجليزية)
- ماركوس فينيسيوس دي سوزا على موقع سبورتس رفرنس (الإنجليزية)
- ماركوس فينيسيوس دي سوزا على موقع اللجنة الأولمبية الدولية (الإنجليزية)
- ماركوس فينيسيوس دي سوزا على موقع أوليمبيديا (الإنجليزية)